# Awamori

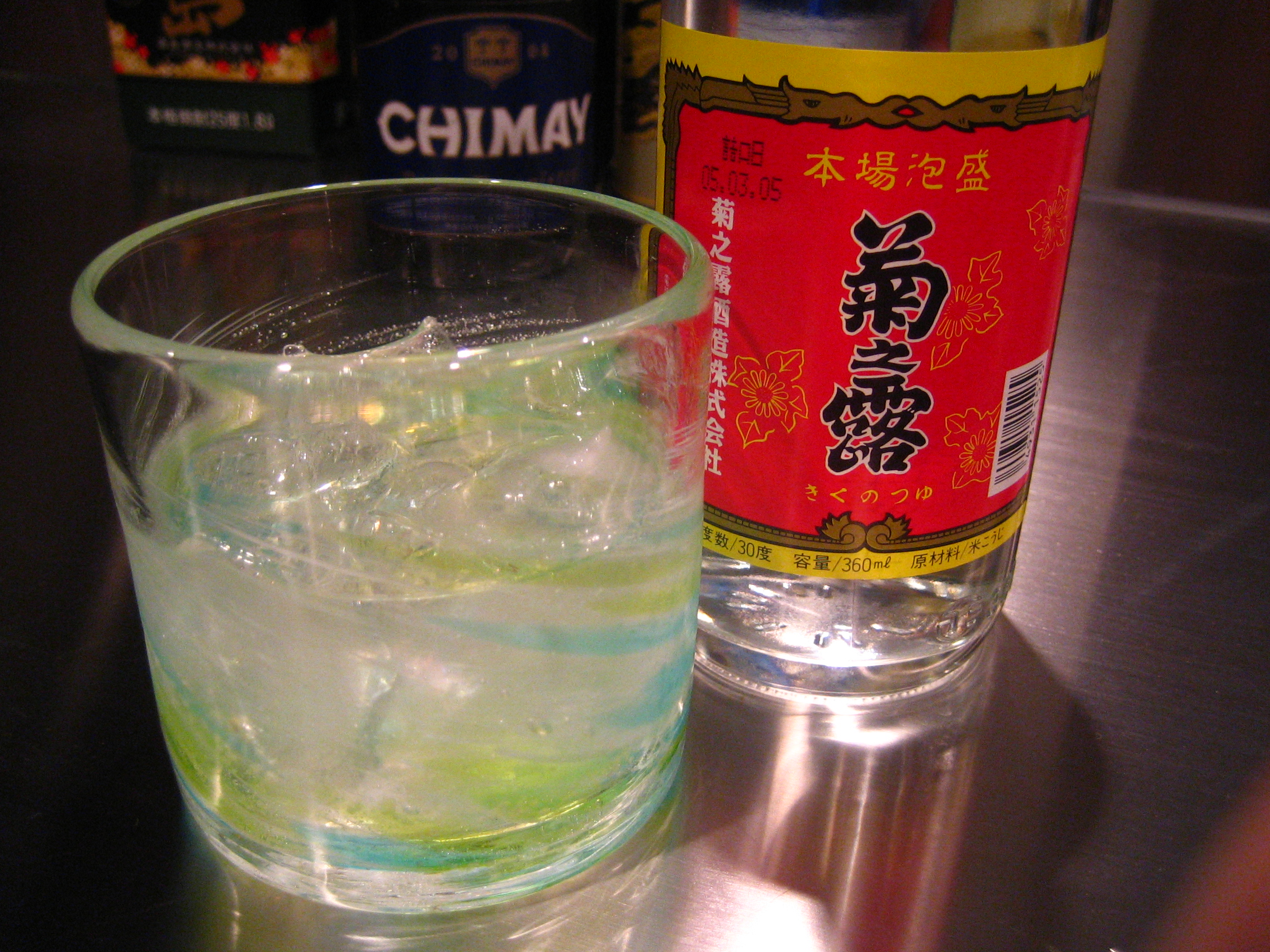
Een fles awamori van het bedrijf Kikunotsuyu uit Miyako, Okinawa

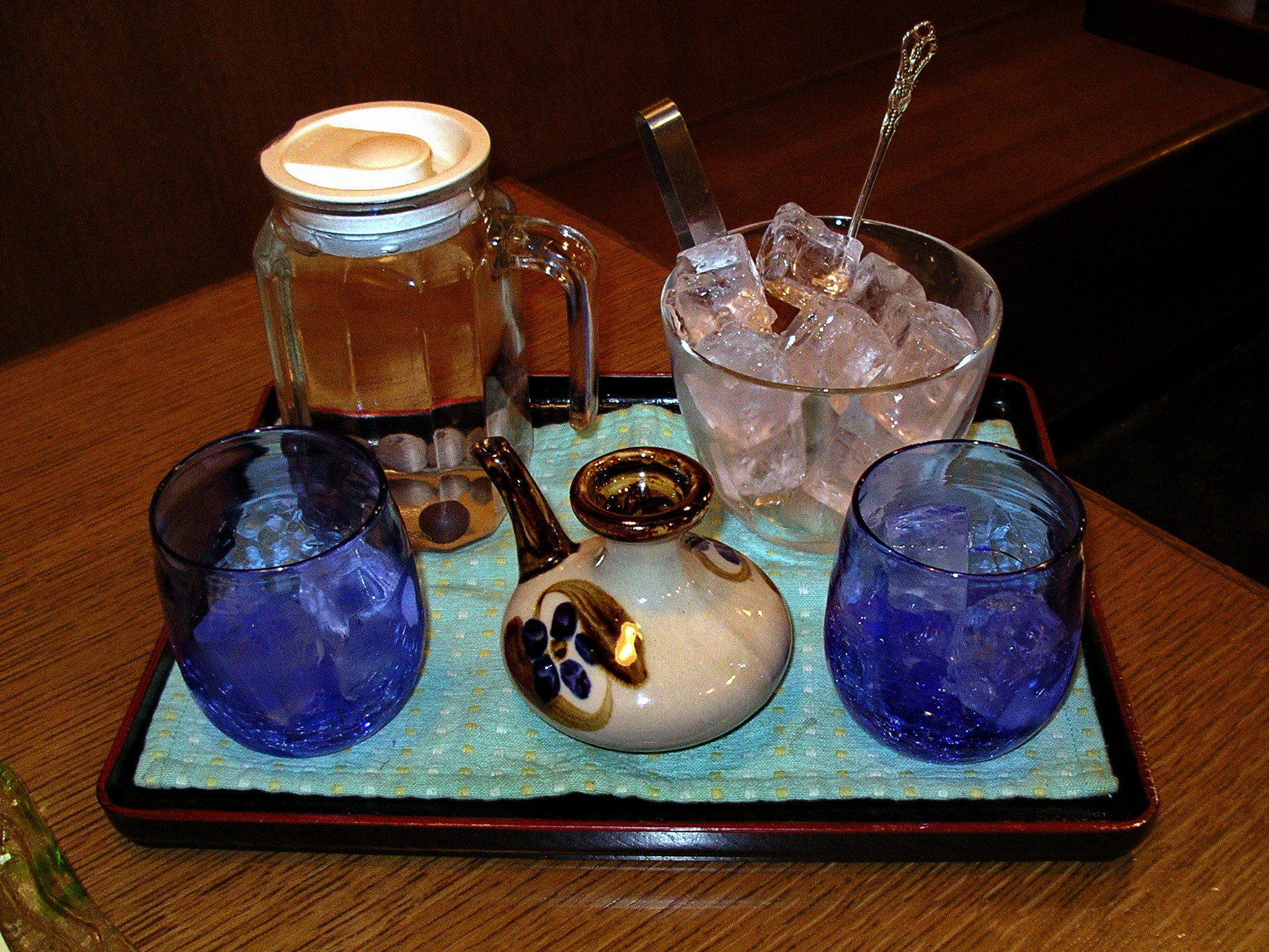
Awamori

Awamori (Japans: 泡盛) is een alcoholische drank uit Okinawa, Japan. Het is een gedestilleerde drank op basis van rijst. In vele Okinawaanse restaurants in Japan is deze drank verkrijgbaar.